# Гетто в Прозороках
Гетто в Прозоро́ках (лето 1941 — 6 декабря 1941) — еврейское гетто, место принудительного переселения евреев деревни Прозороки Глубокского района Витебской области и близлежащих населённых пунктов в процессе преследования и уничтожения евреев во время оккупации территории Белоруссии войсками нацистской Германии в период Второй мировой войны.

## Оккупация Прозороков и создание гетто
В Прозороках до войны жило более 40 еврейских семей.
3 июля 1941 года Прозороки были захвачены немецкими войсками, и оккупация продлилась 3 года — до 30 июня 1944 года.
Из местных коллаборационистов немцы выбрали Трайковского и поставили его войтом (старостой) деревни.
Реализуя нацистскую программу уничтожения евреев, немцы создавали гетто почти во всех городах и населённых пунктах Беларуси, где проживало еврейское население. Так и в Прозороках оккупанты организовали гетто, в которое свезли ещё несколько семей, которые работали на железной дороге, все 6 еврейских семей из Язно — местечка между Дисной и Прозороками, и позже — всех евреев из Зябок.

## Условия в гетто
Евреев оставили жить в своих домах.
Евреев ежедневно под угрозой смерти грабили и принуждали сдавать драгоценности. Это продолжалось, пока узники находили возможность откупиться, а как только оказалось, что золота больше нет, оккупанты решили всех убить.

## Уничтожение гетто
Карательный отряд в Прозороки прибыл из Глубокого. 5 декабря всех евреев Прозорок, Загатья, Зябок — всего более 350 человек — согнали в Прозорокскую школу без вещей и без еды. Местным жителям немцы приказали закрыть в домах ставни, наглухо занавесить окна и не выходить из домов.
В тот же день из близлежащих деревень пригнали несколько десятков крестьян, которым приказали выкопать огромную яму на окраине леса, в километре от Прозорок, рядом с шоссейной дорогой.
Утром 6 (5) декабря 1941 года полицаи заходили в еврейские дома и приказывали всем оставшимся евреям немедленно явиться в школу без вещей. Неевреям приказали закрыться в своих домах.
В 11 часов утра на 20-градусном морозе евреев повели на расстрел. Большую группу женщин и детей вел немецкий конвой. Когда колонна обреченных людей стала поворачивать на улицу, которая вела к церкви, со стороны Марусинского леса стали слышны выстрелы и отчаянные крики.
В это же время по улице вели ещё одну колонну из женщин и детей. Мужчин и подростков выводили из школы полем в обход местечка под усиленным конвоем и убили в той же яме первыми.
6 декабря 1941 года к 14 часам в Прозороках были убиты 380 евреев из самого местечка и из близлежащих деревень — в основном женщины, старики и дети. Людей конвоировали немцы и полицаи посемейно по 4-5 человек. Путь проходил от школы, возле церкви сворачивали на просёлочную дорогу, ведущую к лесу. Там людей раздевали до нижнего белья (догола), снимали обувь и заставляли прыгать в яму, где из винтовок убивали. Некоторые не могли устоять на ногах, падали — их убивали на земле и сбрасывали в яму. Убитых в яме засыпали песком, а наверх падали новые жертвы. Детей бросали в яму живыми.
Многие из молодых парней пытались убежать в лес, пользуясь суматохой во время «акции» (таким эвфемизмом гитлеровцы называли организованные ими массовые убийства), но их догоняли на лошадях, избивали нагайками, возвращали к яме и убивали. 13-летний Мулька Полячек убежал, по нему стреляли, но не попали, и тогда молодой полицай из оцепления догнал его и притащил к яме. 18-летний Тевка Шапиро убежал и успел скрыться, но за ним на санях погнались два полицая, поймали через 10 километров, привезли назад и убили — последнего в этот день. Убивали в основном пьяные полицаи, а немцы только наблюдали. Уже затемно яму засыпали пригнанные для этого местные мужики, а «бобики» (так в народе презрительно называли полицаев) собрали обувь и одежду убитых и поехали в школу делить эти вещи между собой.

## Случаи спасения
Сыну владельца мельницы из Зябок Итмана Бораха и сыну владельца кожевенной мастерской Ходаса Бэрка удалось убежать к партизанам. Они воевали в партизанском отряде «Грозный» бригады им. В. М. Короткина. Во одном из боёв Ходас погиб, а Итман остался живым и после войны уехал в Америку.
Ещё двух прозорокских еврея — Гофмана и Юдку (фамилия не сохранилась) — по неизвестной причине отправили в Глубокское гетто, где они летом 1943 года участвовали в восстании, спаслись и воевали в партизанах. Гофман погиб, а Юдка остался жив.

## Сопротивление
С самого начала войны на островах в местных болотах прятались еврейские семьи. Они жили в землянках и были вооружены. Многие из евреев, бежавшие из гетто, пробирались через болото к этому острову. В 1943 году около семидесяти партизан из 4-й Белорусской партизанской бригады после тяжелых боев с немцами оказались в этих местах и соединились с евреями на болоте. Так был создан 6-й партизанский отряд 4-й Белорусской партизанской бригады. Этот отряд почти полностью разговаривал на идише, а в субботу там собирался партизанский миньян.

## Память
На братской могиле жертв геноцида евреев у шоссе Полоцк-Глубокое, в нескольких сотнях метров от Прозорок, около хутора Марусино, после войны был установлен памятник. В начале 2000-х годов на этом месте поставили новый памятник — валун с надписью «6 декабря 1941 года на этом месте фашисты расстреляли 420 евреев: мужчин и женщин, детей и стариков — жителей местечек Прозороки и Зябки. Светлая им память! Этого забыть нельзя!».